# Алиманешти (Олт)
Алиманешти (рум. Alimănești) насеље је у Румунији у округу Олт у општини Извоареле. Oпштина се налази на надморској висини од 147 m.

## Становништво
Према подацима из 2002. године у насељу је живело 2381 становника, од којих су сви румунске националности.